# 祁宏
祁宏（1976年6月3日—），出生于上海，是已退役的中国足球运动员，主要司职中场进攻组织和影子前锋，为少见进攻意识灵敏的球员。后因受贿踢假球被正式逮捕并入狱服刑。

## 职业生涯
祁宏作为从上海各级少年青年足球培训系统中脱颖而出的优秀球员，在1995年足协杯客场对阵天津的比赛中第一次代表上海申花首发出场便连入两球帮助球队反败为胜，从此便成为上海申花的主力，与范志毅、谢晖并称“三剑客”，年仅19岁。
在2000年亚洲杯，受米卢提携，协助中国国家足球队打入四强。
在2002年韩日世界杯亚洲区预选赛第二阶段，祁宏在三场比赛攻入三个关键入球，是中国队唯一一次打入世界杯决赛阶段的主要功臣，被欧洲媒体誉为“亚洲的斯科尔斯”。2002年初，他以创中国足球转会纪录的950万元从上海申花转会到刚刚升入甲A的同城对手上海中远。
2006年，祁宏加盟上海联城，由于长期受伤病困扰，虽然仍有多次助攻，但是赛季结束后宣布退役，当时刚满30岁。
在球场上祁宏虽然没有突出的身体素质，但是凭借其出众的足球意识和观察能力，成为同时代中国球员中的佼佼者；球场下祁宏由于谦虚低调的性格，很受人喜爱和尊敬。
退役后的祁宏在好友申思成立的专门训练青少年球员的上海幸运星足球俱乐部担任技术总监和教练。2009年，祁宏带领的幸运星梯队中有5名球员入选了国少队，祁宏也被中国足协任命为国少的教练，第一次成为国字号教练。

## 现状
2012年春节后因假球事件被捕。
北京时间2012年3月23日，各大媒体纷纷报道了前国脚申思、祁宏、江津以及小李明等人确认被捕的消息。据悉，4人被起诉的罪名为非国家工作人员受贿罪，而来自《华商晨报》的消息称，在这起受贿案中，4人一共收受了800万人民币。
在2003年末代甲A收官战的一场比赛中，夺冠大热门上海国际主场1：2负于天津泰达在赛后引起了轩然大波。多年以后，在中国足坛“反赌扫黑”的大背景下，这场所谓的“假球”也重新回到了公众的视野中，而当时效力于上海国际的4名队员申思、祁宏、江津以及小李明被认为参与了那场所谓的“假球”。据《华商晨报》的记者透露，在那场充满戏剧性的比赛结束后，江津、祁宏、申思和小李明等4人，每人从一名神秘男子处收了200万元。如今申思、祁宏等人被捕，正是因为直接参与了那场“假球”原因，至于那位神秘男子，据透露也已经被另案处理。
2012年6月13日，沈阳中级人民法院一审判决祁宏、江津、李明(小)有期徒刑5年6个月。3人均被处罚金50万元，并没收800万非法所得。2016年刑期正式结束回家后，与申思在上海继续从事青少年球员的培养工作。

## 荣誉

### 俱乐部
上海申花
- 中国足球甲A联赛冠军 (1): 1995
- 中国足协杯 (1): 1998
- 中国足球超霸杯冠军 (2): 1995, 1998

### 国家队
中国国家队
- 亚洲杯

殿军 (1): 2000